# 国际安全堕胎日
国际安全堕胎日是每年的9月28日，设立的目的在于鼓励安全堕胎、实现堕胎合法化，反对不安全堕胎。国际安全堕胎日定为9月28日的原因在于庆祝1990年9月28日拉丁美洲及加勒比海地区实现堕胎合法化。2011年，妇女全球生殖权利网络（Women's Global Network for Reproductive Rights）将9月28日定为国际安全堕胎日。这一天也是为了纪念1871年9月28日巴西国民议会通过《生育自由法》。该法案同时保障了儿童的权利，避免其被奴役。
2015年，该日的英文名改为“International Safe Abortion Day”（该日的中文名称变迁尚不清楚）。同年，在47个国家由政府、政治团体、非政府组织举办了83次相关活动。2016年则举办了自“国际安全堕胎日”设立以来规模最大的庆祝活动。
2018年9月28日，阿根廷民众动员起来，反对保守派政府削减卫生部开支。这一削减开支的计划将对该国妇女的福利和堕胎权利产生了重大影响。

## 外部連結
- La marea no baja – Página/12